# Skały Kamionki
Skały Kamionki (520 m n.p.m.) – skały w Masywie Śnieżnika, w Sudetach.
Gnejsowe skały tworzą grzędę o szerokości 10 m na zboczu wzniesienia Dzielec poniżej skał Wysoki Okap a powyżej skał Stary Zamek i Grzybki nad Drogą Madejową. Miejsce popularne jako cel spacerów dla kuracjuszy uzdrowiska Lądek-Zdrój od XIX w.